# Elam
Elam was in de oudheid een rijk in het zuidwesten van het huidige Iran dat grensde aan Sumer/Babylon.
Het rijk van de Elamieten, het volk van Elam, heeft een bijzonder lange geschiedenis, waarin zij vaak - soms gewapenderhand, soms door uithuwelijking – betrokken waren in de zaken van hun Mesopotamische buren, de Sumeriërs, de Akkadiërs, de Babyloniërs, de Kassieten, de Assyriërs en de Chaldeeën. De hoofdstad van dit rijk was Susa, gesticht rond 4000 v.Chr. Andere belangrijke steden waren de havenstad Liyan en Anshan (Perzië) in het bekken van de rivier de Kor.
De Elamieten worden voor het eerst rond 2700 v.Chr. genoemd in de tijd van Mebaragesi, wiens zoon zich overgaf aan Gilgamesj. Elam werd rond 643 v.Chr. door Assurbanipal onderworpen en het land verwoest. Maar ook nadien was er nog sprake van Elamitische vorsten in het laagland. Het hoogland (Fars) was al enige tijd onder Perzisch bewind. In het Perzische rijk was de politieke rol van Elam uitgespeeld, maar het Elamitisch werd nog steeds als officiële taal gehandhaafd. De Elamitische geschiedenis is dus zeker twee en waarschijnlijk drie millennia of nog meer lang.

## Regio
Elam omvatte een enorm uitgestrekt gebied, dat ongeveer samenvalt met de grenzen van het huidige Iran. Er zijn hiervan maar betrekkelijk weinig plaatsen archeologisch onderzocht.
De belangrijkste regio's van Elam waren:
- de vlakte van de zuidwestelijke uitlopers van het Zagrosgebergte. Die vlakte heet nu 'Susiana'-vlakte, en werd oudtijds aangeduid als Shushan met Susa als stedelijk centrum.
- het stroomgebied van de Kur, zo'n 600 km naar het zuidoosten, in het hart van het Zagrosgebergte. Deze regio heet nu Marvdasht, maar vroeger Anshan, met als hoofdstad het gelijknamige Anshan (tegenwoordig Malyan).

## Geschiedenis
De geschiedenis van Elam kan slechts met stukken en brokken uit meestal vreemde (Mesopotamische) bronnen ontsluierd worden. Er is namelijk maar weinig geschiedschrijving in de eigen Elamitische taal overgebleven. Het schrift werd vooral gebruikt voor administratieve doeleinden. Soms is dat in de eigen taal, maar ook Sumerisch en Akkadisch worden aangetroffen.
De Elamieten speelden al vanaf ten minste het begin van het derde millennium voor Christus een belangrijke rol in het zuidwesten van het huidige Iran, in een streek die bij benadering het huidige Choezistan, het midden van het Zagrosgebergte omspande. Belangrijke steden waren Anshan (niet ver van het huidige Shiraz, Perzisch: انشان) en Susa (nu Shush). De welvaart die ten grondslag ligt aan de ontwikkeling van de Elamitische stadstaten was het gevolg van de grote vruchtbaarheid van Susiana en het belang dat het gebied had als doorvoergebied tussen het Tweestromenland (Mesopotamië) en de Indusvallei. De lange geschiedenis van Elam wordt gekenmerkt door een voortdurende wisselwerking met het buurland Sumer in Mesopotamië (nu Irak). Deze wisselwerking had soms het karakter van oorlogvoering en soms van culturele uitwisseling, hoewel Elam vaak toch wel de ontvangende, soms ook onderworpen partij was.
De Elamitische geschiedenis wordt meestal in vijf perioden ingedeeld:

### Proto-Elamitisch
Uit de vroegste fase (ca. 3200-2700 v.Chr.) zijn nog geen directe schriftelijke bewijzen gevonden waaruit de etnische identiteit vastgesteld zou kunnen worden. Er is echter wel sprake van een naadloze culturele overgang van deze periode naar de volgende (Oud-Elamitische) periode. Het ligt daarom voor de hand dat de dragers van de Proto-Elamitische cultuur in Susiana al Elamieten waren. Naar het voorbeeld van het slechts weinig oudere archaïsche schrift van Sumer ontwikkelde zich het tot dusver niet ontcijferde Proto-Elamitische beeldschrift dat gebruikt werd in de administratie van de lokale tempeleconomie. Vondsten hiervan dateren vooral uit de periode 3050 tot 2800 v.Chr. Uit kleitabletten, zegels en zegelafdrukken komt een beeld naar voren van een economisch goed functionerende maatschappij met tot in de verste uithoeken van het rijk handelsposten. Er is weinig bekend over het sociaal-politieke systeem en er zijn relatief weinig archeologische vondsten. Er werd wel een monumentaal gebouw in Malyan (het oude Anshan) opgegraven, dat met polychrome fresco's was versierd. Er werden ter plaatse een aanzienlijke hoeveelheid luxe goederen en kleitabletten aangetroffen.

### Oud-Elamitisch
De Oud-Elamitische tijd van ca. 2700 tot 1500 v.Chr. omvat de Elamitische dynastieën van Awan (2700-2100 v.Chr.), Simaš (Shimaski, 2200-2000 v.Chr.) en de Epartiden (Sukkalmah, grootvorsten, 2000-1500 v.Chr.) Vanaf het rijk van Akkad (2340-2200 v.Chr.) raakte Elam in toenemende mate onder invloed van de Mesopotamische buren. Er volgde een korte tijd van onafhankelijkheid onder koning Puzur-Inšušinak (rond 2200 v.Chr.), de laatste koning (lu-gal) van de dynastie van Awan. De dynastieën van Awan en Shimashki lijken enige tijd naast elkaar te hebben bestaan.
Puzur-Inshushinaks voorganger was Hita. Hita wordt genoemd als heerser van Elam in een verdrag met Naram-Sin (2255-2219 v.Chr.) van Akkad, Elams westelijke buur in Mesopotamië. Dit verdrag in oud-Elamitisch spijkerschrift is het oudste historische document uit de geschiedenis van Iran.
Na Puzur-Inshushinak onderhield de Shimaski-dynastie vriendschappelijke betrekkingen met Ur, er waren zelfs onderlinge huwelijken, maar de Derde dynastie van Ur herwon opnieuw de overhand (rond 2100). De Elamieten waren echter in aanzienlijke mate verantwoordelijk voor de ondergang van dit vorstenhuis. Met Ibbi-Sin veranderden de vriendschappelijke betrekkingen en in 2004 v.Chr. walste Kindatu, de zesde koning van Shimashki over Mesopotamië. Hij plunderde en vernielde steden en sloeg Ibbi-Sin in de boeien en voerde hem af naar Elam. 
Ook onder het machtige rijk van Hammurabi en zijn opvolgers wist Elam een zekere mate van onafhankelijkheid te bewaren.
Silhaha, de laatste koning der Shimaski begon de dynastie van Sukkalmah (grootvorsten), omdat het rijk behoorlijk was uitgedijd. Silhaha noemde zichzelf de Sukkalmah van Elam. Het tijdperk van de Sukkalmah, de dynastie die in de geschiedenis van Iran het langst regeerde, kende ongeëvenaarde politieke, militaire en economische voorspoed. 
In de Oud-Elamitische periode ontwikkelde Elam zijn eigen strepenschrift, hoewel dat slechts korte tijd (rond 2200 v.Chr.) gebruikt is. Verder pasten zij het spijkerschrift van de buren aan hun eigen behoeftes aan en zo ontstond een in de loop van de tijd sterk veranderd Elamitisch spijkerschrift. Zie hieronder voor meer details.

### Midden-Elamitisch

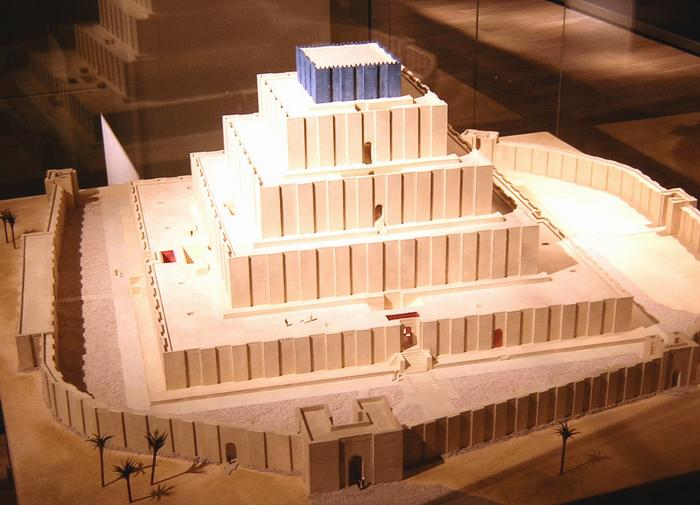
De ziggoerat van Chogha Zanbil (model), gebouwd in 1250 v.Chr. door koning Untash-Napirisha (r. 1275-1240 v.Chr.)

Tot de Midden-Elamitische periode wordt de tijd van rond 1500-1000 v.Chr. gerekend. Er verschenen drie nieuwe dynastieën, genoemd naar hun oprichters, de eerste was van de Kidinuïden. Onder de dynastieën der Igehalkiden en Šutrukiden beleefde Elam een bloeiperiode, de tweede 'Gouden Eeuw'. Uit deze periode zijn de grootschalige constructies van Haft Tappeh en Chogha Zanbil bekend.
Koning Shutruk-Nahhunte (rond 1190-1155 v.Chr.) was de eerste van de dynastie van de Igehalkiden. Hij viel Mesopotamië binnen en bracht een rijke krijgsbuit mee terug naar Susa, waaronder de Stèle van Naram-Sin en de Codex van Hammurabi. Zijn oudste zoon, koning Kudur-Nahhunte (rond 1150-1120 v.Chr.) nam de Babylonische koning Enlil-nadin-ahhe gevangen en maakte zo een einde aan de dynastie van de Kassieten. Onder zijn broer Shilhak-Inshushinak werden de militaire campagnes tegen Mesopotamië voortgezet en hij liet belangrijke tempels in Susa herstellen of bouwen. Als het hoogtepunt daarvan kan de stichting van de nieuwe hoofdstad Dur-Untaš (het huidige Tšogha Zambil) onder Untaš-Napiriša beschouwd worden. Hij liet een ziggurat na die wel als de best bewaarde van het gehele Nabije Oosten beschouwd wordt. De Babyloniërs onder Nebukadnezar I maakten een einde aan deze periode. Koning Hutelutush-Inshushinak (rond 1120-1100 v.Chr.) van de dynastie van de Šutrukiden moest vluchten uit Susa naar Anshan in de hooglanden. Er begon een wat duistere periode, waarvan Elam pas tweehonderd jaar later zou herstellen.

### Nieuw-Elamitisch

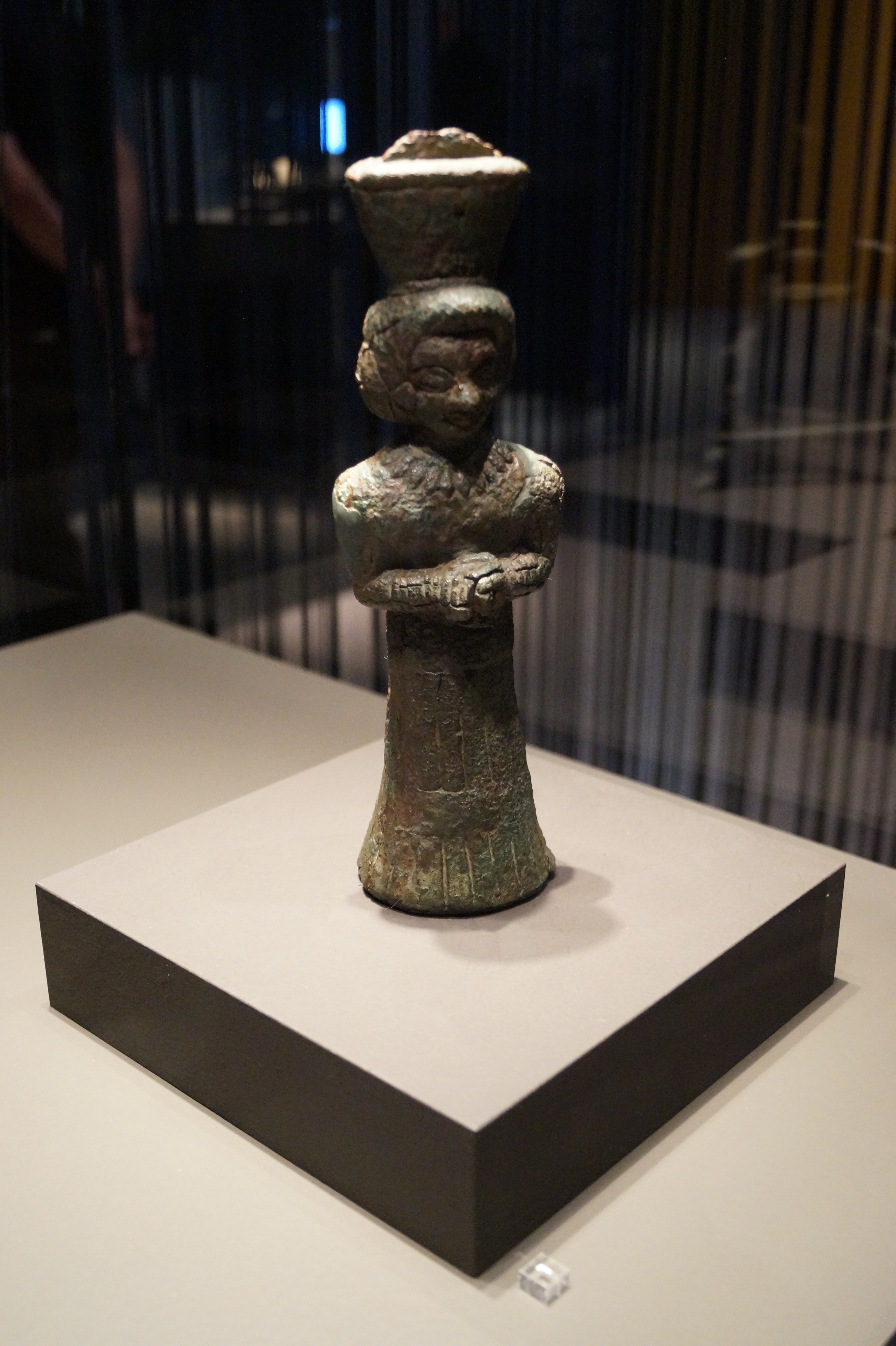
Grafgift uit het Graf van Jubaji, Nieuw-Elamitische tijd III rond 575 v.Chr.

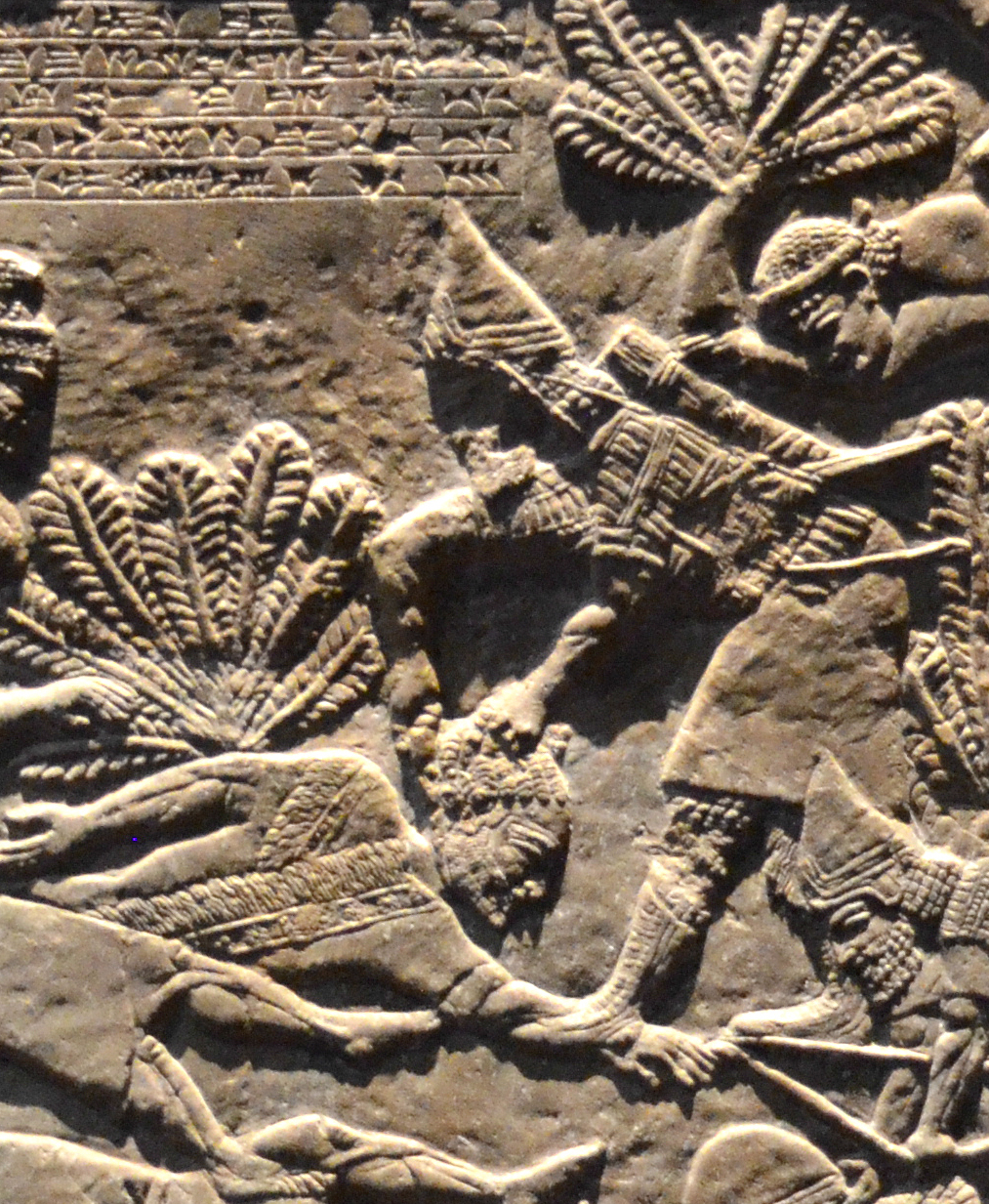
De onthoofding van koning Teumman van Elam door het leger van Assurbanipal in de Slag van Til-Tuba, 653 v.Chr., uit Assurbanipals paleis, Niniveh, British Museum.

De Nieuw-Elamitische tijd omvat de periode van ca. 1000-520 v.Chr. Wat over deze periode bekend is, is voornamelijk afkomstig van bronnen van de aartsvijanden van Elam, de Babyloniërs en Assyriërs. Op archeologisch gebied zijn er vondsten gedaan in Susa en zijn er rotsreliëfs in het zuidoosten van Khuzestan en twee elitegraven ontdekt. Deze periode wordt ingedeeld in drie tijdvakken.
De Nieuw-Elamitische tijd I geldt als duistere periode. Het land kreeg veel te stellen met de Iraanse volkeren (de voorouders van de Meden en Perzen) die het gebied binnendrongen.
In de Nieuw-Elamitische tijd II kwam een tijdlang (770-646 v.Chr.) Elam opnieuw tot bloei. Het koninkrijk was toen wel beperkt tot het laagland rond Susa. Deze stad bleef een belangrijk religieus en cultureel centrum maar politiek en militair kregen de steden Madaktu en Hidali de bovenhand. Dankzij de kroniek van Babylon is bekend dat in 743 v.Chr. Humban-Nikash als koning op de troon kwam. In die tijd regeerde Tiglat-Pileser III in Assyrië en de vijandigheid tussen Elam en Assyrië stamt uit deze tijd. Al onder Tiglat-Pileser waren er schermutselingen met Elam. De Humbaniden regeerden over Susa van 770 tot 585 v.Chr. Na Tiglat-Pilesers dood (727 v.Chr.) kwam het in een coalitie van Elam en Chaldeeën tot een echt conflict met Assyrië. De coalitie won.
Tijdens de dynastie van de Sargoniden volgden de koningen elkaar snel op. Paleisrevoluties verzwakten de macht van de koningen. Uiteindelijk maakten de Assyriërs een eind aan het rijk. 
De Elamitische koning Urtak viel Babylonië binnen. Zijn opvolger Teumman (Tepti-Humban-Inshushinak) werd verslagen en onthoofd door het leger van Assurbanipal in de Slag van Til-Tuba in 653 v.Chr. Assurbanipal verving de koning door loyale Elamitische prinsen. Nadat zij hem verraadden, leidde hij een strafexpeditie en legde in 646 v.Chr. Susa in de as en liet na de verovering zout op de akkers strooien ten teken dat hij geen herstel wilde. Maar de verwoesting was lang niet zo grondig als lang gedacht werd. Na de plundering herrees Susa uit de as en was het spoedig 'business as usual', getuige 300 kleitabletten met transacties. Er werd een nieuw heiligdom voor Inshushinak gebouwd. Er streek wel een nieuwe groep mensen in Susa neer. Waarschijnlijk hadden de Elamieten geen controle meer over het hoogland van Elam en dus ook niet over de stad en het land van Anshan. Dit nieuwe volk paste zich goed aan aan de Elamitische cultuur en het koningschap, een proces van acculturatie tussen Elamieten en Perzen. 
De Assyrische verovering betekende dus nog niet, zoals vroeger werd gedacht, het einde van Elam, er is daarna nog enige tijd sprake van Elamitische vorstendommen in de Nieuw-Elamitische tijd III met name in het laagland en in het hoogland van Fars, dat door de Perzen beheerst werd, leefden Perzen en Elamieten lange tijd in vrede naast elkaar. Zelfs mensen die daar in Elamitisch schreven, beschouwden zichzelf als Perzen. De Perzen hebben waarschijnlijk veel aan hun Elamitische leermeesters te danken.
Atta-Hamitti-Inshushinak (ca. 530-520 v.Chr.) liet een stèle oprichten, waarop hij zich 'koning van Anshan en Susa' noemde, terwijl beide rijken al in het grote Perzische rijk van de Achaemeniden waren opgegaan.

### Perzische tijd
De Assyrische overheersing werd afgelost door het Nieuw-Babylonische Rijk en dat weer door het Perzische rijk van de Achaemeniden. In de periode 550-330 maakte Elam daar deel van uit en kwam opnieuw tot een zekere bloei. Het Elamitisch werd door de Perzen tot een van de vier nationale talen van het rijk verheven naast het Perzisch, het Akkadisch en het Aramees. De staatsbureaucratie van Persepolis en Susa was goeddeels in Elamitische handen en het was in deze taal dat de boekhouding gedaan werd. De oude verwoeste hoofdstad van Elam (Susa) kreeg een groot nieuw paleis en werd hoofdstad van het gigantische Perzische rijk.

### Ondergang
Vanaf 350 v.Chr. verdwijnt het geschreven Elamitisch voorgoed. Onder de Grieken en hun Parthische en Sassanidische opvolgers speelde het geen rol meer. Men vermoedt echter dat het nog tot aan het eind van het eerste millennium na Chr. in Choezistan gesproken is. De gegevens daarover zijn echter omstreden. Wel kende de Nestoriaanse kerk nog tot in de 14e eeuw een kerkprovincie die Elam heette.

## Cultuur

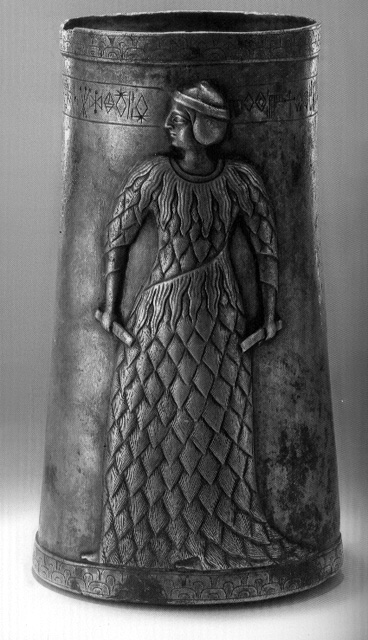
Zilveren beker uit Izeh, Khuzestan met lineair-Elamitische inscriptie. Laat 3e millennium v.Chr. Nationaal Museum van Iran.

In neolithische tijd kende dit gebied de Obeidcultuur en later gelijken de vondsten op die van de Uruk-tijd. Er ontstonden al vroeg steden. Susa werd rond 4000 v.Chr. gesticht. Al spoedig echter is er sprake van een eigen cultuur en Elam heeft bijzonder lang dit eigen karakter weten te behouden. De Elamieten ontwikkelden een eigen schrift en een eigen systeem van troonopvolging, het sukkalmah-stelsel. Hoewel de vondsten uit Elam vaak niet zo spectaculair zijn als uit het naburige Sumerië en er heel veel uitwisseling en contact geweest is, is de Elamitische cultuur tot in de Perzische tijd herkenbaar gebleven. De Perzen hebben lange tijd (van ca. 1000 tot 500 v.Chr.) met de Elamieten samengeleefd. Hoewel er niet zoveel over deze tijd bekend is, dringt het besef steeds meer door dat de Perzische cultuur veel aan de Elamitische te danken heeft.

### Taal
De Elamieten hebben zowel het vroege pictografische schrift als het latere spijkerschrift van hun buren overgenomen. Veel documenten zijn echter nog onvertaald. Elamitisch is een moeilijke taal omdat de oorsprong ervan bijna net zo raadselachtig is als die van het Sumerisch.
Het Sumerisch werd al rond 2000 v.Chr. niet meer gesproken en ook de taal die het als spreektaal verving, het Akkadisch, werd later door het Aramees verdrongen. Het Elamitisch is echter waarschijnlijk nog tot diep in het eerste millennium na Chr. gesproken.

#### Benaming van land en volk
De Elamieten duidden zelf hun land aan met haltamti of hatamti. De Sumerische buren maakten daar echter elama van. Daaruit ontwikkelde zich de Semitische aanduidingen elamtu (Akkadisch) en elam (Hebreeuws). Hoe de Elamieten hun eigen taal noemden is niet bekend. De moderne aanduiding Elamitisch gaat terug op Archibald Sayce die in 1874 de Engelse aanduiding elamite baseerde op het Akkadische voorbeeld.

### Religie
Elam heeft altijd uit twee voornaamste delen bestaan, het laagland rond de stad Susa en het hoogland van Anshan. De koningen van Elam noemden zich dan ook meestal "koning van Anshan en Susa". Ook de godenwereld weerspiegelt dit verschil. De beschermheer van Anshan was de god Napiriša, terwijl de beschermheer van Susa Inšušinak heette. Samen met de grote godin Kiririsha vormden zij de voornaamste triade van het Elamitische pantheon.
Daarnaast werden er een aanzienlijk aantal andere goden en godinnen vereerd. Deze goden en godinnen waren deels regionaal van aard, maar de koningen deden in de loop van de geschiedenis pogingen ze in alle delen van hun rijk ingang te doen vinden.
- Nahhunte, Hutran, Pinikir, Humban, Kirmashir (Awan).
- Hishmitik, Ruhurater (Shimashki)
- Napirisha, Kiririsha, Simut, Kilah-Shupir, Sili-qatru, Upurkupak (Anshan)
- Inshushinak, Ishmekarab (god, niet godin), Lagamar of Lagamal, Shati, Lali (Susa)
- Mashti, Tepti, (Mâlamîr)
- Shashum, (Kesat)

Over de mythologie is niet erg veel bekend. Er zijn geen documenten met mythologische inhoud gevonden, maar er zijn wel administratieve documenten die een toelevering van voor de cultus nodige bevoorrading vermelden, en zo zijn we zijdelings enigszins op de hoogte. Een belangrijk element dat nog tot in de tijd van Darius I en Xerxes I een rol speelde was de šup of (later) šip. Dit was een feestmaaltijd waarbij geslacht werd. Waarschijnlijk vielen deze feestmalen in de winter, wanneer voer voor het vee nijpend werd. De šip werd waarschijnlijk gehouden in een husa, een boomheiligdom in de open lucht. De koning of lokale vorst speelde er een belangrijke rol in en een van de kernpunten van de cultus was de overdracht van kitin van de godheid op de vorst. In Kul-e-Farah is het bijvoorbeeld de (plaatselijke?) god Tiruntur, de bahir sunkipri (beschermer der koningen) die kitin verleent. Kitin betekent zoiets als bescherming, zegen, goddelijke goedkeuring, goddelijk recht om te heersen, maar het heeft ook een magische connotatie. De koning kon zijn kitin plaatsen over een inscriptie. Dit was een soort vloek voor mensen die de inscriptie negeerden of beschadigden.

### Tempels
De bouw (kuši-) van tempels of het ruimen (sarra-) van puin of oude muren en het herbouwen en renoveren (pepši-) van tempels en tempelcomplexen waren belangrijke uitdrukkingen van 's konings vroomheid. Ook het plaatsen (šari-) van beelden van edelmetaal of het aanbrengen van geglazuurde versieringen (rabra-) behoorden daarbij. Tempels werden opgetrokken van baksteen en na verloop van tijd trad verval in. Het was niet alleen een daad van vroomheid de tempel te herstellen, maar ook om de koningen die dat vroeger gedaan hadden te vermelden. Vaak sprak men een vloek uit over het nageslacht als zij nalieten dit te doen.

### Export

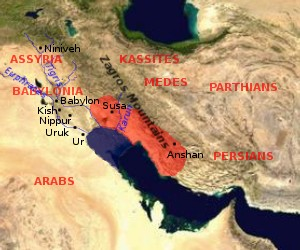

In talrijke spijkerschrift tabletten wordt bitumen onder de benaming 'esir-é-a' in verband gebracht met de bouw van tempels, paleizen, reservoirs, waterwerken, toiletten, dammen en wegen. Er vond een belangrijke export plaats vanuit Elam. In oude contracten en bestellingen wordt gesproken van hoeveelheden tussen de 800 en 7000 kilogram.
Er was een constante handelsverbinding over zee met de Indusbeschaving.